# 사이클론 시드르

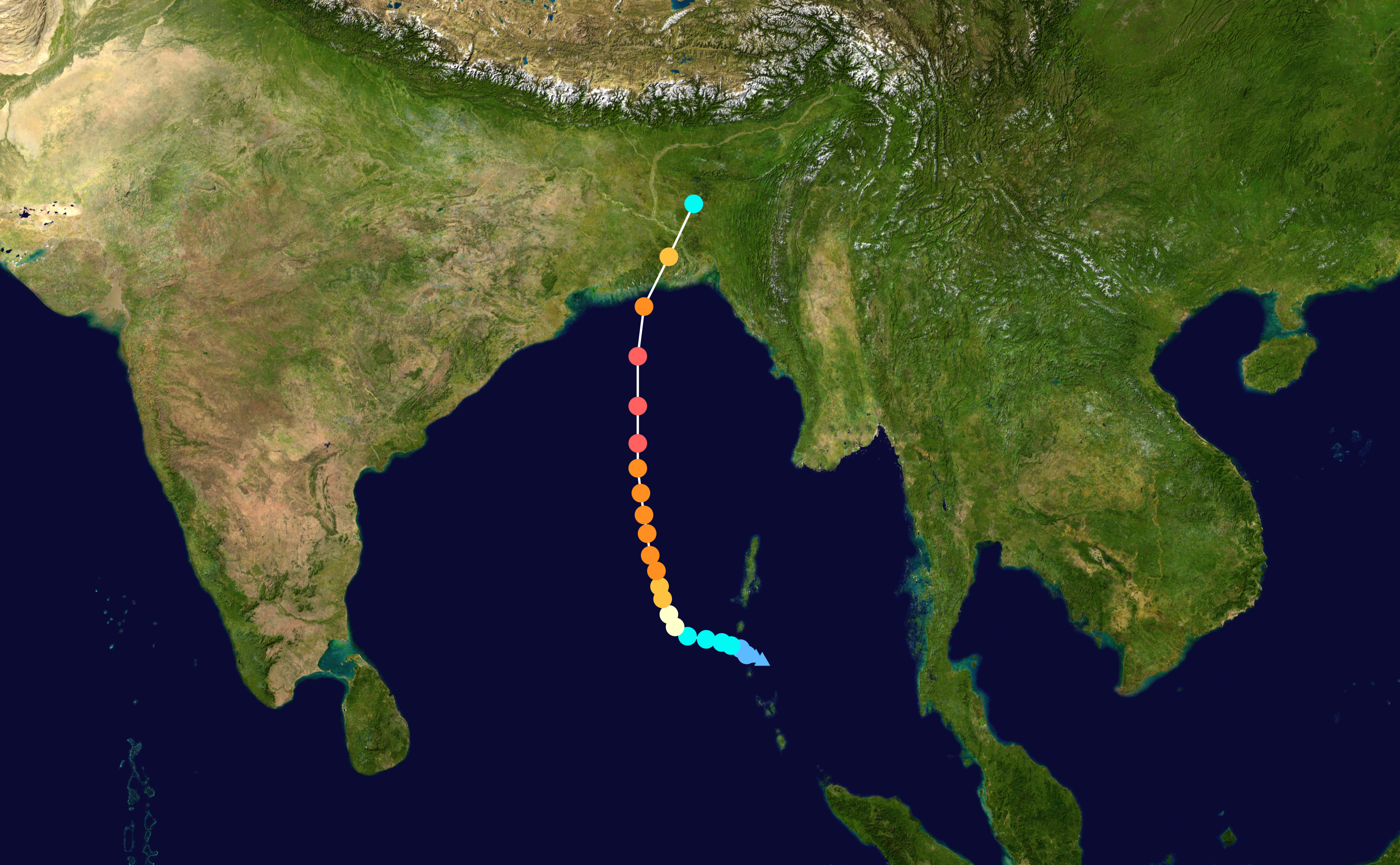
사이클론 시드르의 경로

사이클론 시드르 (Cyclone Sidr)는 2007년 11월 11일부터 11월 16일까지 활동했고 최저기압 944hPa를 기록했던 인도양 사이클론이다. 5등급 사이클론(SSHS)이다. 약 15,000명이 사망했다.

## 같이 보기
- 방글라데시의 지리
- 1970년 볼라 사이클론
- 사이클론 엄펀